# (10459) Vladichaika
(10459) Vladichaika – planetoida z pasa głównego asteroid okrążająca Słońce w ciągu 3 lat i 256 dni w średniej odległości 2,39 j.a. Została odkryta 27 września 1978 roku Krymskim Obserwatorium Astrofizycznym w Naucznym na Krymie przez Ludmiłę Czernych. Nazwa planetoidy pochodzi od Władimira Dmitriewicza Czajki (ur. 1948), ukraińskiego architekta morskiego i doktora nauk technicznych. Przed nadaniem nazwy planetoida nosiła oznaczenie tymczasowe (10459) 1978 SJ5.